# Joanna (postać biblijna)
Joanna – żona urzędnika na królewskim dworze Heroda Antypasa.
Wiedzę o Joannie czerpiemy z Ewangelii Łukasza. Zgodnie z zapisem Łukasza Ewangelisty Joanna była żoną Chuzy, towarzyszącą Jezusowi Chrystusowi i apostołom w czasie podróży po Galilei. Wspomagała Jezusa i uczniów finansowo. Została uzdrowiona przez Jezusa. W czasie kiedy krzyżowano Jezusa przebywała w Jerozolimie. W dniu zmartwychwstania była jedną z kobiet przy pustym grobie Jezusa i razem z Marią Magdaleną powiadomiła o tym wydarzeniu uczniów.
Za sprawą Ado z Vienne trafiła do Martyrologium łacińskiego i jej wspomnienie liturgiczne obchodzone jest 24 maja.